# Alberto Merino
Alberto Merino Sánchez (La Línea de la Concepción, 2 de mayo de 1975), deportivamente conocido como Alberto Merino, es un exfutbolista profesional español.

## Clubes
| Club                     | País      | Años        |
| ------------------------ | --------- | ----------- |
| Real Balompédica Linense | España    | 1995 - 1996 |
| Cádiz C. F.              | España    | 1996 - 2000 |
| Real Balompédica Linense | España    | 2000 - 2002 |
| AD Ceuta                 | España    | 2002- 2004  |
| Cartagena Fútbol Club    | España    | 2004 - 2006 |
| Racing Club Portuense    | España    | 2006 - 2009 |
| Real Balompédica Linense | España    | 2009 - 2015 |
| Europa Football Club     | Gibraltar | 2015 - 2018 |

## Palmarés
Títulos conseguidos:
| Título                        | Club                 | País      | Año       |
| ----------------------------- | -------------------- | --------- | --------- |
| Primera División de Gibraltar | Europa Football Club | Gibraltar | 2016-2017 |
| Rock Cup                      | Europa Football Club | Gibraltar | 2017      |
| Rock Cup                      | Europa Football Club | Gibraltar | 2017-18   |
| Copa Pepe Reyes               | Europa Football Club | Gibraltar | 2018-19   |